# Middle Grove
Middle Grove es un lugar designado por el censo ubicado en el condado de Monroe en el estado estadounidense de Misuri. En el Censo de 2020 tenía una población de 57 habitantes y una densidad poblacional de 39,58 habitantes por km². Fue incluido como CDP en el censo de 2020. 

## Geografía
Middle Grove se encuentra ubicado en las coordenadas 39°23′42″N 92°16′20″O / 39.39500, -92.27222.Según la Oficina del Censo de los Estados Unidos,  tiene una superficie total de 1,44 km², todos correspondientes a tierra firme.